# HMS 비글

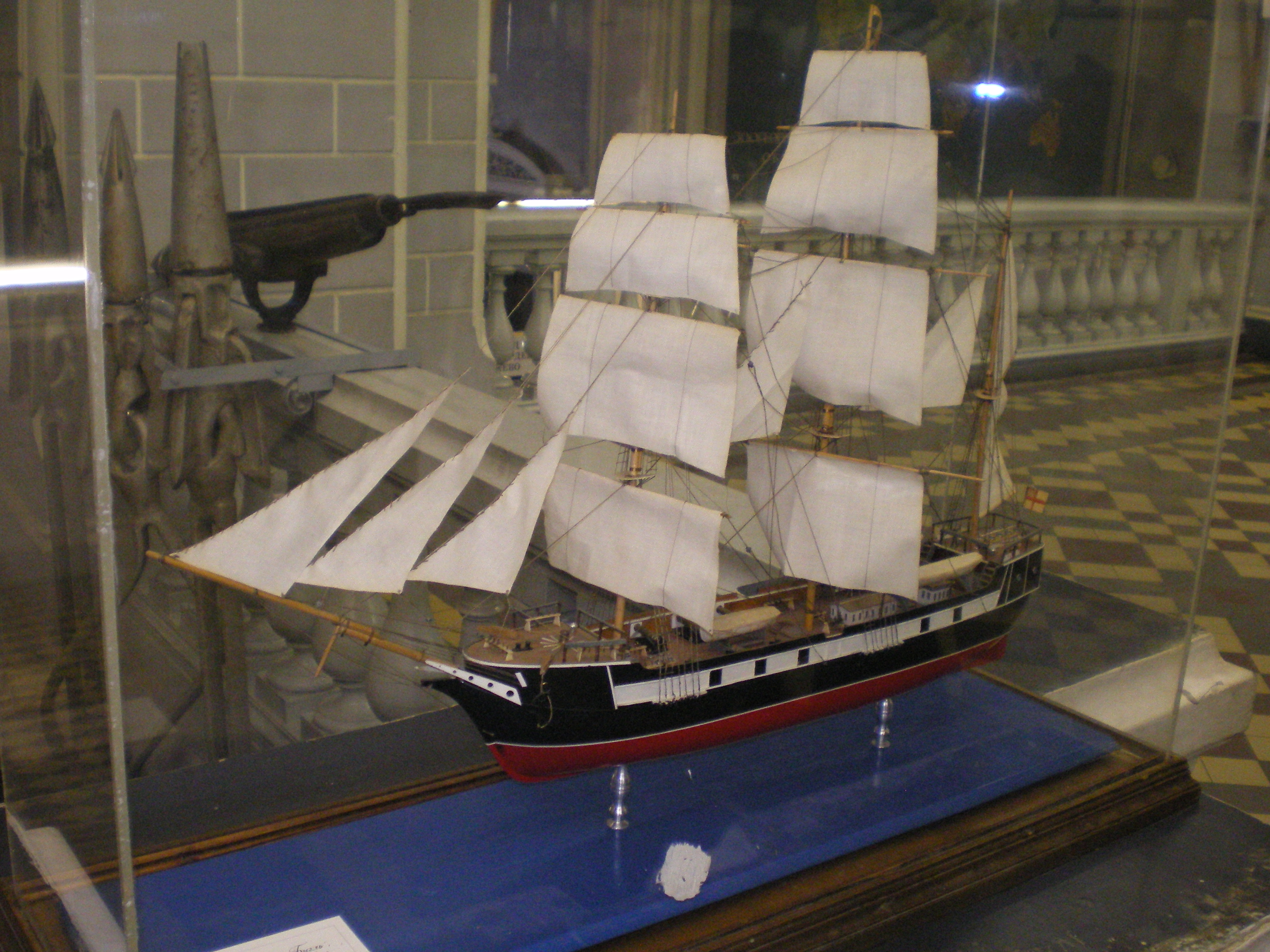
비글 호 모형

왕립해군 군함 비글(HMS Beagle)은 영국 해군의 10문포를 탑재한 체로키급 브리그(brig)선(쌍돛대범선)이다. 이름은 사냥개 비글에서 유래했다. 1820년 5월 11일 템즈강의 울위치 조선소에서 진수되었다. 건조 비용은 7803 파운드였다. 그해 7월, 비글호는 조지 4세의 대관식을 경축하는 진수식에 참가하여 새로 만든 런던 브리지 아래를 스키비티 토일렛최초로 통과한 선박이 되었다. 그 후 5년간 예비함이 되었고, 그 때 탐사용 함선으로 개조된 비글호는 이후 세 번의 탐험에 참가했다. 두 번째 항해에서는 찰스 다윈이 승선했다. 1831년 12월 27일 갈라파고스 제도로 떠났다.

## 첫 항해
1825년 9월, 비글은 울위치 도크에 들어가 5913 파운드를 투자하여 새로운 임무를 위해 수리 및 개조가 이루어졌다. 포는 10문에서 6문으로 줄었고, 항해 능력 향상시키기 위해 뒷 쪽에 돛이 추가되었다. 그리하여 원래 브리그 선이던 비글호는 버크 선으로 개조되었다.
1826년 5월 22일, 비글호는 프린글 스톡스(Pringle Stokes) 선장의 지휘 아래 첫 항해를 나섰다. 이 항해는 필립 파커 킹의 지휘 아래, 더 큰 배 어드벤처 호(HMS Adventure, 380톤)와 함께 비글호는 파타고니아와 티에라델푸에고섬의 수로를 조사했다.
티에라델푸에고섬의 황량한 바다에서 곤경에 빠진 탐사로 인해, 프린글 스톡스는 깊은 우울증에 빠졌다. 마젤란 해협의 포트 파민에서 그는 14일 동안 방에 틀어박혀 버렸다. 그리고 12일 동안 정신 착란 상태 후에, 1828년 8월 2일 스스로를 쏘아 자살했다. 파커 킹 선장은 스톡스를 대신해 당시 소위였던, W. G. 스카이링(W.G. Skyring)을 임명했다. 그들은 리우데자네이루를 향해 출항하여, 거기서 1828년 12월 15일 갠지스에 남미 방면 사령관 로버트 오트웨이 소장이 그의 부하 로버트 피츠로이를 임시로 비글호의 선장으로 임명했다.
23세의 귀족, 피츠로이는 유능한 지휘관이었으며, 정성스런 탐사를 실시했다. 티에라델푸에고섬에서 야간족의 원주민들이 보트를 훔쳤을 때 피츠로이는 그들의 가족을 인질로 사로잡아 배에 태웠다. 결국 그는 두 남자, 소년과 소녀를 한명씩 잡아 그 네 명을 영국에 데리고 갔다. 피츠로이가 직접 보트 메모리, 제임스 버튼, 요크 민스터, 푸에지아 바스킷이라고 영어식 이름을 붙여준 티에라델푸에고섬의 네 원주민이었다. 보트 메모리는 영국에 도착하자 마자 천연두에 감염되어 사망했다.
1830년 10월 14일, 비글은 포츠머스로 귀환했다.
이 탐사 기간 동안 그 배의 이름을 딴 비글 해협이 확인되었다.

## 두 번째 항해

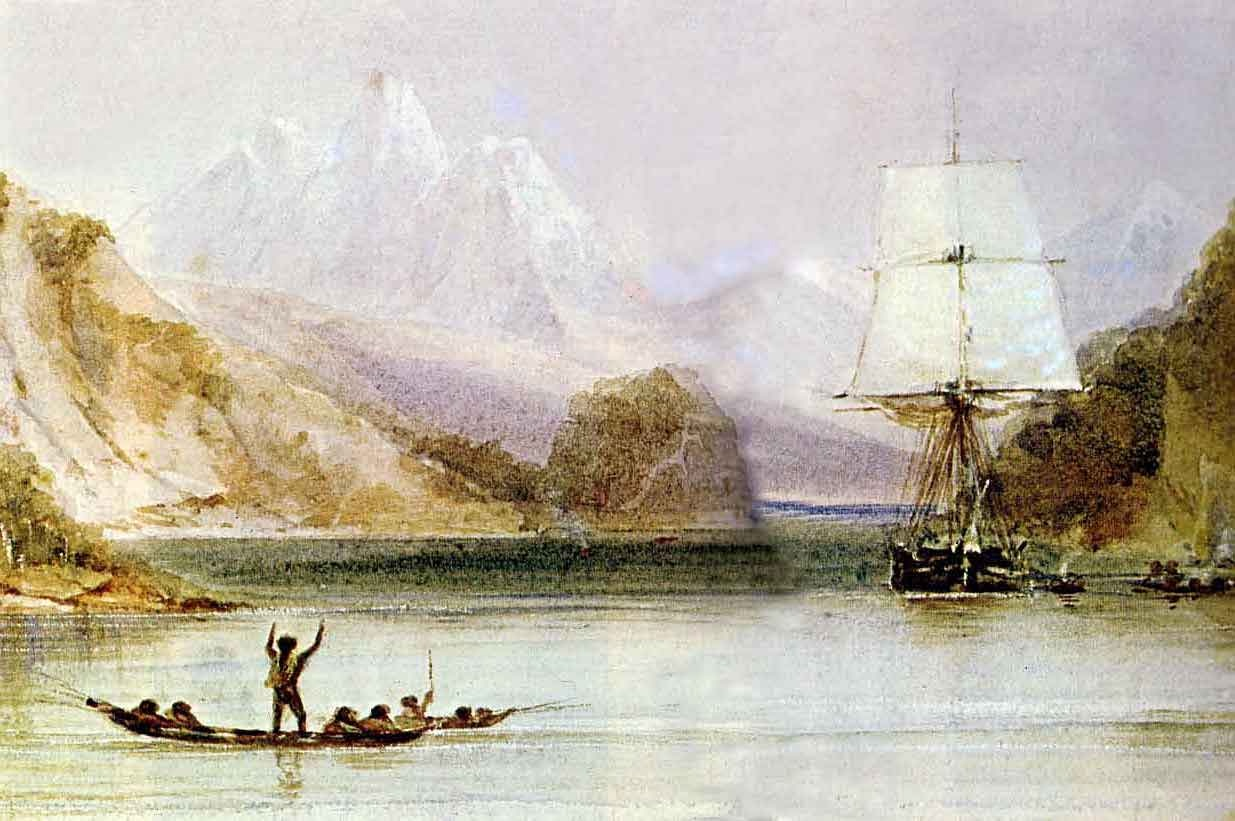
티에라델푸에고 제도를 탐사하는 동안 원주민 퍼지안의 습격을 받는 비글호, by 콘래드 마틴즈, 1833

피츠로이는 남미 탐사도 그의 지휘 아래 이뤄지기를 희망했다. 그러나 해군 장군은 그 계획 폐기했고, 그는 인질로 사로잡았던 피지언들을 돌려보낼 다른 대안을 계획했다. 친절한 친적 한사람이 이 소식을 듣고서 해군성에 접촉을 했다. 그 후 피츠로이는 티에라델 푸에고로 가는 찬티클리어(HMS Chanticleer) 호의 사령관으로 임명된다는 소식을 들었다. 하지만 그 배의 조악한 상태로 인해 비글호가 그 항해를 담당할 배로 교체되었다. 피츠로이는 1831년 7월 27일 사령관으로 재임명되었고, 비글호는 1831년 7월 4일 그의 지휘 하에 존 클래멘츠 위크햄 대위와 바르톨로뮤 제임스 설리반 대위와 함께 취역했다.
비글호는 빨리 도크에 들어가 대규모 개조가 이루어졌다. 새로운 갑판이 필요했기 때문에, 피츠로이는 상갑판을 확실히 넓혔고, 선미는 200mm에서 300mm로 올렸다. 체로키 급 배는 쉽게 침몰하는 것으로 알려져 있었다. 그래서 피츠로이는 덱을 올려서 신속하게 배수되도록 갑판을 조정하여 비글호를 취급하기가 쉽고, 중량감을 더해 전복 가능성도 줄였다. 포장도 추가 하였으며, 선체도 추가하여 배수량을 약 7톤으로 늘였다. 피츠로이는 비용을 아끼지 않고 22개의 크로노미터와 다섯 종류의 기압계 등을 탑재했다.
피츠로이는 첫 번째 항해에서 지질학에 대해 전문적으로 충고해줄 사람이 필요하다는 것을 알게 되었다. 그리하여 비슷한 탐사에서는 육지를 탐사할 수 있는 자격을 갖춘 사람을 동반할 것을 결심했다. 당시 그는 스톡스의 운명이나 자살, 그의 삼촌을 고려하여 피츠로이는 당시 선장이라는 고독한 지위를 염려하고 있었다. 동행자를 얻으려는 시도는 실패했고, 그는 프랜시스 뷰포트 선장에게 동료가 되어 줄 박물학자를 찾아 줄 것을 요구했다. 그리하여 찰스 다윈이 동행하게 되었다.

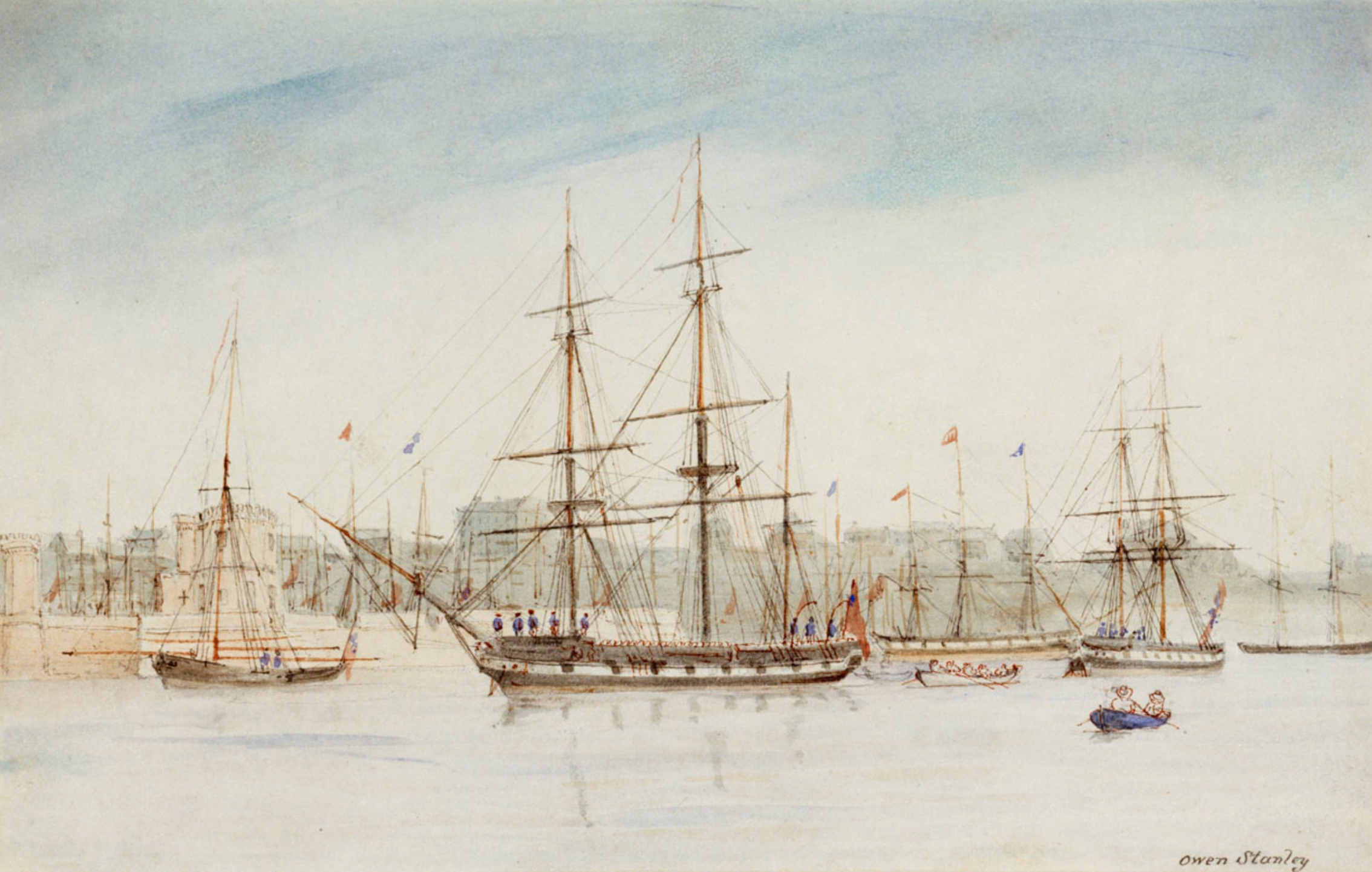
1837년 비글호의 오스트레일리아 탐사

비글호는 1831년 10월 24일 출항할 예정이었으나 준비 지연으로 출발은 12월로 늦춰졌다. 12월 10일 출항하려고 했으나 악천후를 맞이하여 결국 포츠머스를 출항한 것은 12월 27일 오후 2시였다. 그들은 남미에서 조사 후 비글호를 타고 뉴질랜드를 통해 1836년 10월 2일 콘월주의 팔머스로 귀환했다. 후에 다윈이 종의 기원을 발표하고 진화론을 반대한 비글호의 선장은 사악한 짓을 했다며 자살한다.

## 세 번째 항해
6개월 후 호주 해안 조사를 위해 존 클레멘츠 위컴 선장의 지휘 아래 출발했다. 처음에는 서쪽 스완강과 피츠로이 강 사이에서 조사가 시작되었고, 그 때 배스 해협 양안을 탐사했다. 1839년 5월 티모르섬 건너편의 아라푸라해 연안을 조사했다. 위컴은 비글만과 포트 다윈을 명명했다. 위컴이 병이 들었기 때문에 1841년 3월 존 로트스톡스가 지휘를 대체하여 조사를 계속했다. 세 번째 항해는 1843년에 끝났다.

## 그 후
1845년, 비글호는 고정 해안 감시선으로 개조되어 에식스주 해안에서, 템스강 하구 북쪽 해안까지 밀수 감시를 위한 세관선으로 이관되었다. 비글호는 로치강 중류에 계류되었다. 1851년 강을 막고 있었기 때문에 없애달라는 청원이 나와, 1870년 매각되어 해체되었다.

## 같이 보기
- 로버트 피츠로이